# 86-я улица (линия Второй авеню, Ай-эн-ди)
|   |   |   |   |
| · | · | · | · |

|   |   |   |   |
| · | · | · | · |

«86-я улица» (англ. 86th Street) — станция Нью-Йоркского метрополитена, расположенная на линии Второй авеню, Ай-эн-ди.  На станции останавливаются маршруты N (часть рейсов в часы пик в пиковом направлении) и Q (круглосуточно).
Станция была открыта 1 января 2017 года в качестве одной из трёх станций первой очереди линии. Территориально она находится в Манхэттене, в округе Верхний Ист-Сайд, квартале Йорквилл — и располагается на пересечении Второй авеню с 86-й улицей.

## Описание станции и её характеристики

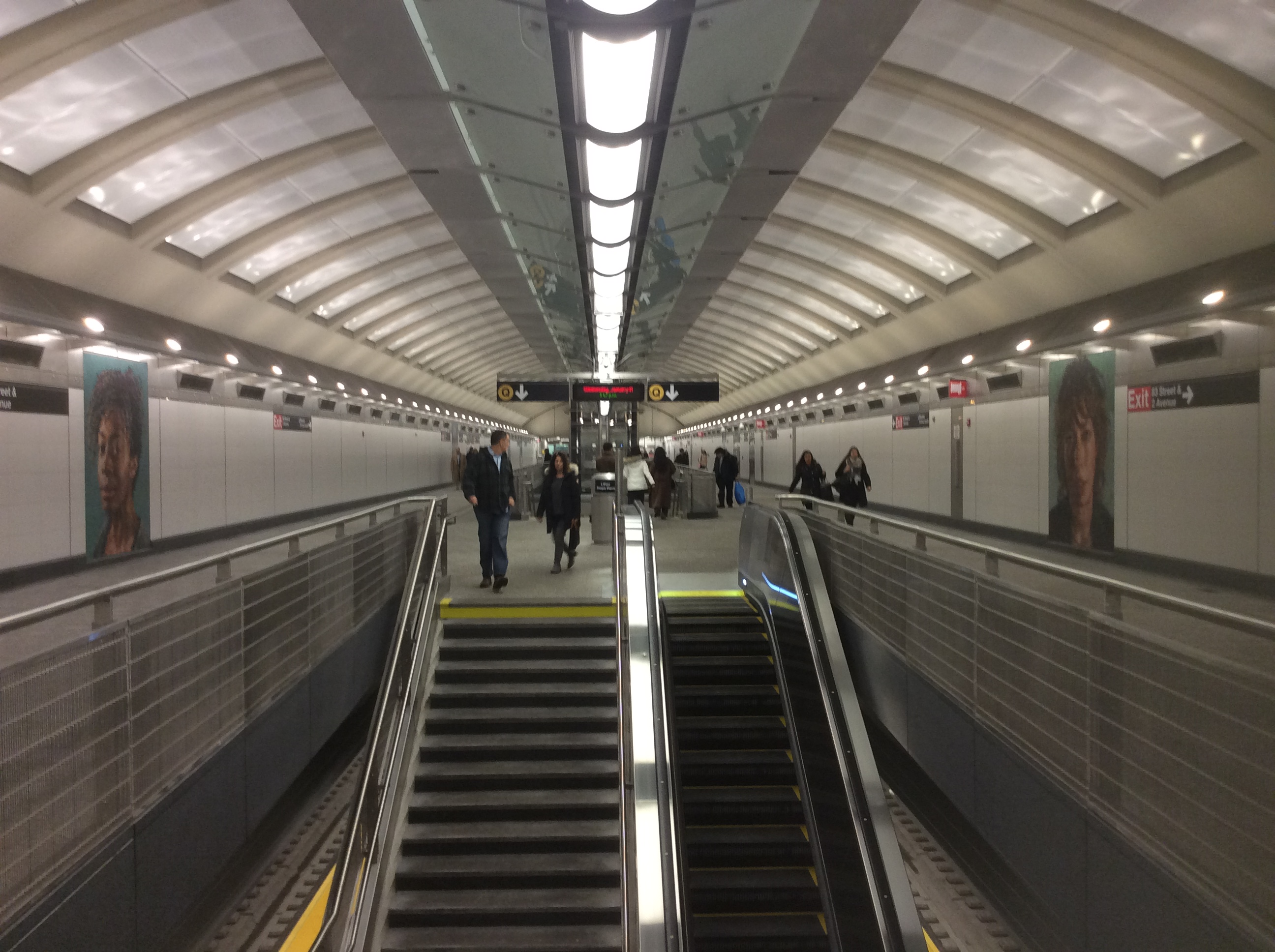
Вид с мезонина на лестницы, спускающиеся к платформе

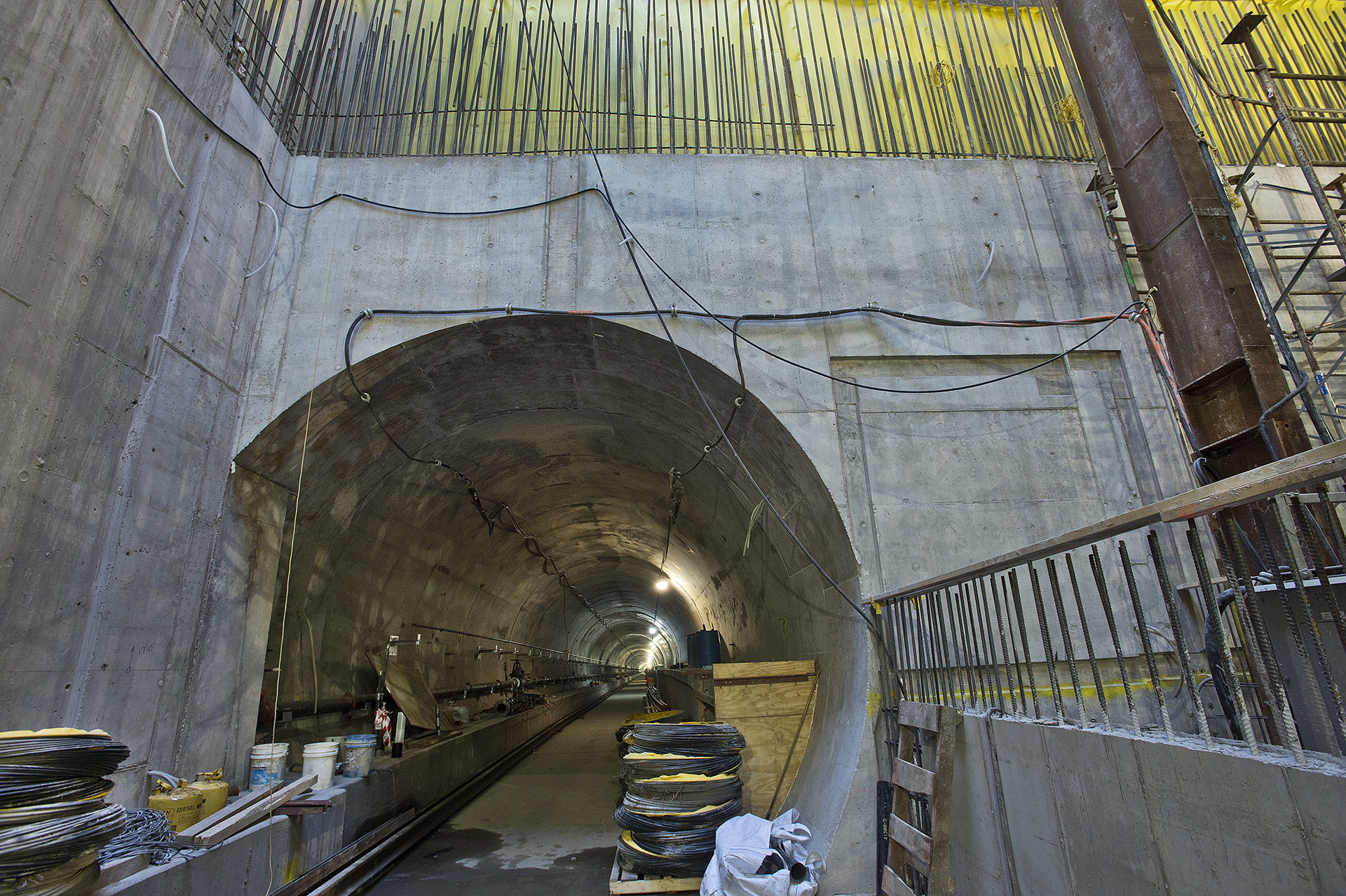
Портал тоннеля на станции при строительстве

Поскольку линия Второй авеню двухпутная на всём своём протяжении, платформы всех станций было решено располагать между путями, по «островному» принципу, а не по бокам от путей, что наиболее характерно для Нью-Йоркской системы метрополитена. Ширина платформ выдержана одинаковой для всех станций нового участка линии Второй авеню и составляет 8,5 метров. Конструкция станции в целом сильно отличается от типовых станций, практически все из которых были построены в XX веке. Станция имеет односводчатую конструкцию, имеет довольно высокий уровень потолка, что по словам президента «МТА Capital Construction» больше походит по стандартам на Вашингтонское метро, а не Нью-Йоркское.
На станции установлена современная система кондиционирования воздуха: на поверхности не обычные вентиляционные решётки, а специальные вентиляционные башни, регулирующие воздухообмен на станции и в тоннелях. Температура воздуха в летний период на 6° С ниже, чем на станциях метро со старой системой вентиляции. Станция также соответствует самым современным требованиям противопожарной безопасности, в то время как большинство колонных станций старого типа такого соответствия на данный момент не имеют.
Это станция глубокого заложения, что также не характерно для метрополитена Нью-Йорка, глубина залегания станции составляет 30 метров (99 футов). Первоначальный проект станции подразумевал строительство двух островных платформ на трёхпутном участке линии, однако вследствие дороговизны строительства трёхпутной линии глубокого заложения (что необходимо ввиду высокой плотности инженерных сетей в районе строительства) проект был пересмотрен, а линия построена двухпутной.
В течение первой эксплуатационной недели, до 9 января 2017 года, эта станция, подобно двум другим, открывшимся на линии, работала не круглосуточно, а с 8 утра до 10 вечера.

## Оформление
В 2009 году отдел МТА по искусству и дизайну выбрал Чака Клоуза победителем в конкурсе среди 300 талантливых художников с правом оформления станции, в частности, как это принято в системе Нью-Йорка, создания так называемого «логотипа станции», которым служит произведение искусства. Его работа представляет собой серию из 12 портретов деятелей культуры города, суммарной площадью покрытия 93 м2. Каждая часть, высотой в 3 метра, сделана из мелких кусков плитки, которые искусственно окрашены для получения мозаичного эффекта. Составляющие всего произведения искусства рассредоточены в мезонине станции («верхнем ярусе» станции, расположенном под единым сводом с платформой, в котором располагаются турникетные павильоны), а также около выходов со станции в город. Стоимость этого дизайнерского проекта оценивается суммой около 1 миллиона долларов.
Сами портреты, которые представлены в работе Чака Клоуза, разбиваются на две группы. К первой относятся портреты деятелей искусства, близко знакомых с автором работы, в частности таких как ещё юный композитор Филипп Гласс, музыкант Лу Рид, фотограф Синди Шерман и художники Сесили Браун, Кара Уокер и Алекс Кац. Вторая категория портретов включает в себя изображения более молодых, этнически разнообразных артистов; с их помощью автор подчёркивает культурное разнообразие Нью-Йорка. Кроме того, два портрета из 12 являются автопортретами самого Чака Клоуза.

## Выходы в город

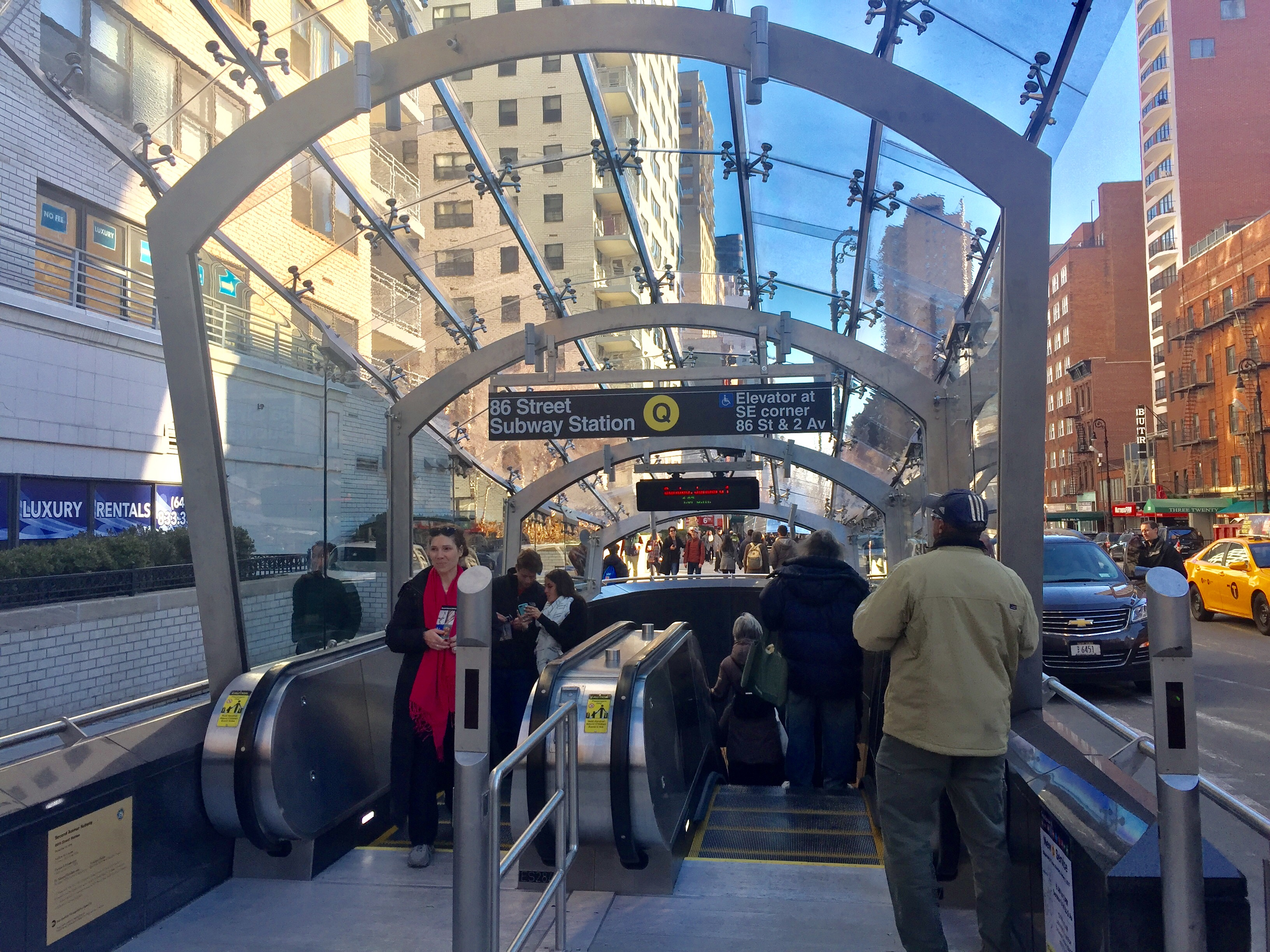
Выход в город № 2

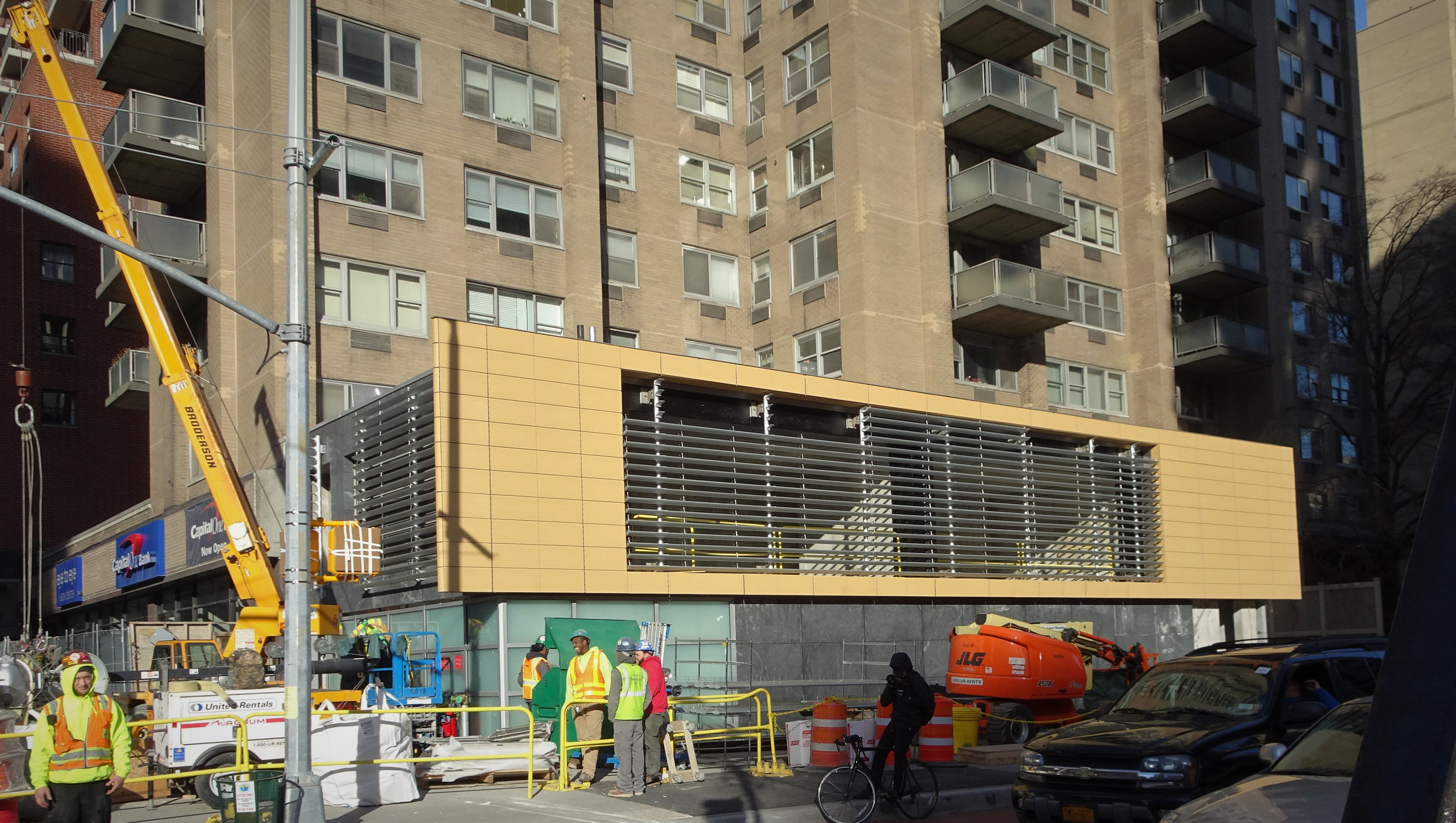
Техническое сооружение на 83-й улице

Станция имеет два выхода — южный и северный, причём северный обустроен для инвалидов и ведёт к 86-й улице, по которой названа станция, — суммарно обслуживаемые десятью эскалаторами и одним лифтом для людей с ограниченными возможностями. Конкретнее систему расположения выходов в городе можно представить в виде следующей таблицы:
| Расположение в городе                                                                      | Обслуживается | В количестве  |
| ------------------------------------------------------------------------------------------ | ------------- | ------------- |
| Выход в город № 1 В здании на северо-восточном углу перекрёстка Второй авеню и 83-й улицы. | эскалаторами  | двух          |
| Выход в город № 2 (два вестибюля) Северо-восточный угол Второй авеню и 86-й улицы.         | эскалаторами  | четырёх (2+2) |
| Выход в город № 2 Северо-восточный угол Второй авеню и 86-й улицы.                         | лифтами       | одного        |

Помимо самих выходов в город, системе метрополитена также принадлежат специальные технические сооружения, которые были возведены в процессе строительства линии метрополитена на поверхности. Таких зданий два, они располагаются на северо-западном углу перекрёстка 83-й улицы со Второй авеню и на юго-западном — 86-й улицы. Они совмещают в себе вентиляционные башни и вспомогательные генераторы электроэнергии.
Первоначально северный выход должен был так же, как и южный, располагаться внутри углового здания; на северо-восточном углу Второй авеню и 86-й улицы, в Йоркшир-Тауэрс-Апатментс, на его первом этаже. МТА старалась расположить выходы максимально интегрированно в существующие строения, поскольку ширина тротуаров ограничена, а поток пешеходов велик. Это бы повлекло закрытие супермаркета, располагающегося здесь, и ухудшение условий проживания в квартирах на остальных этажах. В 2009 году государственная транспортная администрация (англ. Federal Transit Administration) признала невозможным строительство выхода в этом месте, в результате чего МТА пересмотрела проект размещения выходов в город. Первый проект решения проблемы — не занимать весь первый этаж здания, а лишь частично: расположить «стандартный» выход внутри здания; но всё же и он был отложен в силу технических характеристик строения, а выход пришлось перенести непосредственно на улицу, на северную сторону 86-й улицы с эскалаторами в направлении от Второй-авеню. Имелись также предложения перенесения выхода на южную сторону 86-й улицы и строительства дополнительного выхода, использующего только лифты, наподобие того, что имеется на соседней «72-й улице», однако все они были отвергнуты в пользу первого.
Несмотря на логистическую сложность вопроса расположения северного выхода, даже такое решение повлекло за собой несколько судебных исков от жильцов прилегающих территорий. Поскольку, по оценкам, этим выходом будет пользоваться около 3500 пассажиров каждый час, основной причиной судебных разбирательств было предположение об образовании давки на тротуаре, существенную ширину которого занимает «каркас» выхода в город. В результате иски были отклонены судом, так как в процессе разбирательства государственная транспортная администрация дала официальное разъяснение суду о вымышленности таких предположений, основываясь на своих данных о населённости и будущем пассажиропотоке, строго оценив будущую обстановку в проблемном месте.

## Интересные факты

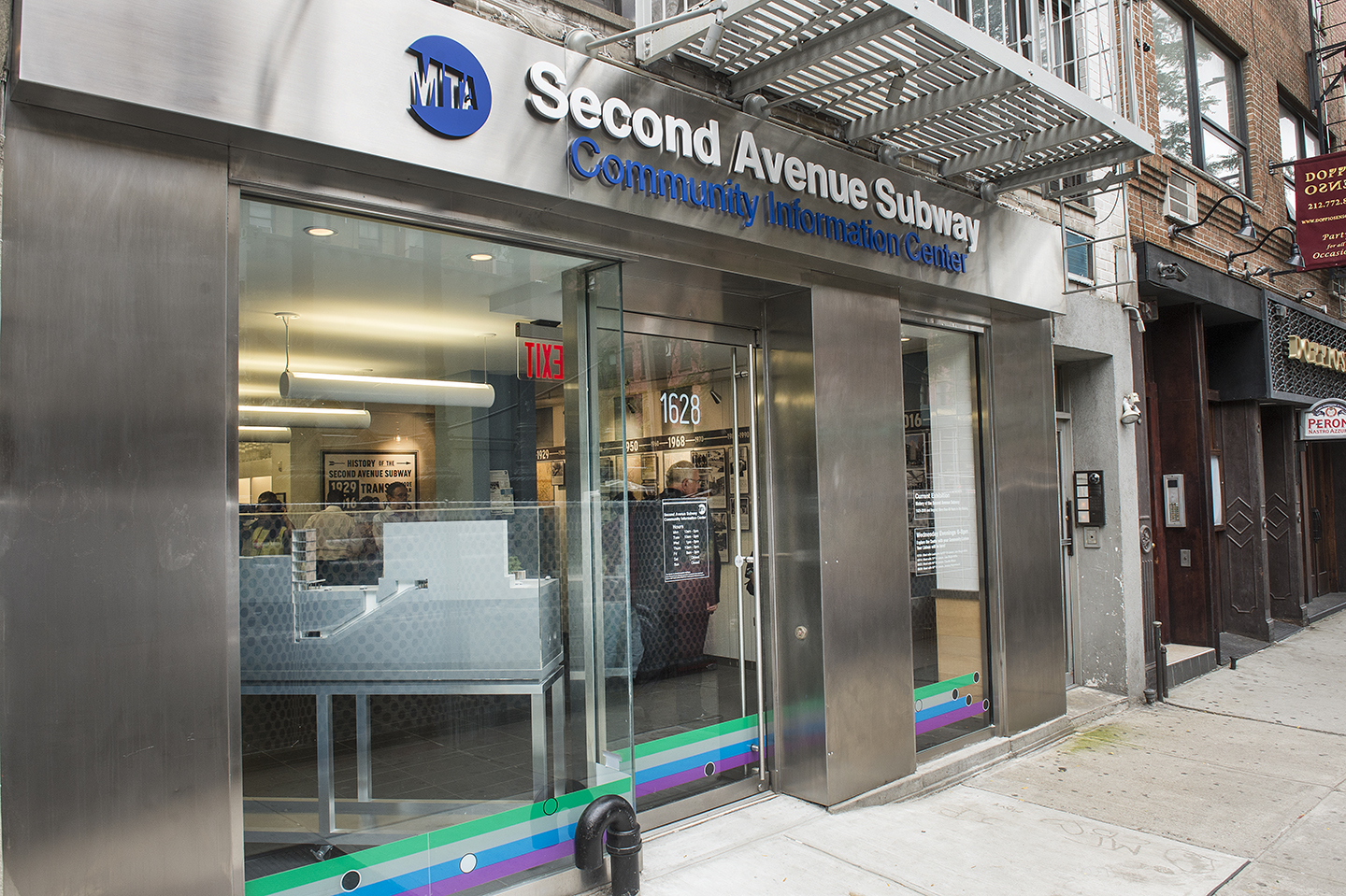
Фасад Информационного центра на Второй авеню

- Эта станция является шестой действующей станцией в системе метрополитена с названием «86-я улица». Три одноимённых станции располагаются к западу от этой станции, и обслуживают перекрёстки той же самой 86-й улицы с Лексингтон-авеню, Восьмой авеню и Бродвеем. Две другие станции-тёзки располагаются в Бруклине, и через одну из них, расположенную на линии Си-Бич, проходит маршрут N, который останавливается на этой станции в часы пик; тем самым на нём есть две одноимённые станции, расположенные перед конечными в разных концах маршрута.
- Начиная с 2013 года стоимость жилья в районе строительства станции стала стабильно расти; однако цены до сих пор остаются на «доступном» уровне. До 2013 года стоимость проживания была сравнительно низкой и падала в основном на фоне сложной транспортной доступности. Кроме того, район вблизи стал довольно притягательным для расположения офисов.
- 25 июля 2013 года рядом со станцией, на Второй авеню, между 84-й и 85-й улицами, открылся «Информационный центр Метрополитена Второй авеню» (англ. Second Avenue Subway Community Information Center), который, в частности, в течение всего строительства давал информацию о его процессе и осуществлял специальные экскурсии на строительные площадки станции под землёй. Кроме того, в этом центре имеется симулятор метропоезда.